# Rio Plantain Garden
Plantain Garden é um rio jamaicano localizado na paróquia de Saint Thomas. É o único dos grandes rios jamaicanos que não corre no sentido norte-sul. É também onde está localizada uma das extremidades da falha geológica de Enriquillo-Plantain Garden.